# Thryonomys
Thryonomys là một chi động vật có vú trong họ đơn chi Thryonomyidae, thuộc bộ Gặm nhấm. Chi này được Fitzinger miêu tả năm 1867. Loài điển hình của chi này là Aulacodus swinderianus Temminck, 1827.

## Hình ảnh

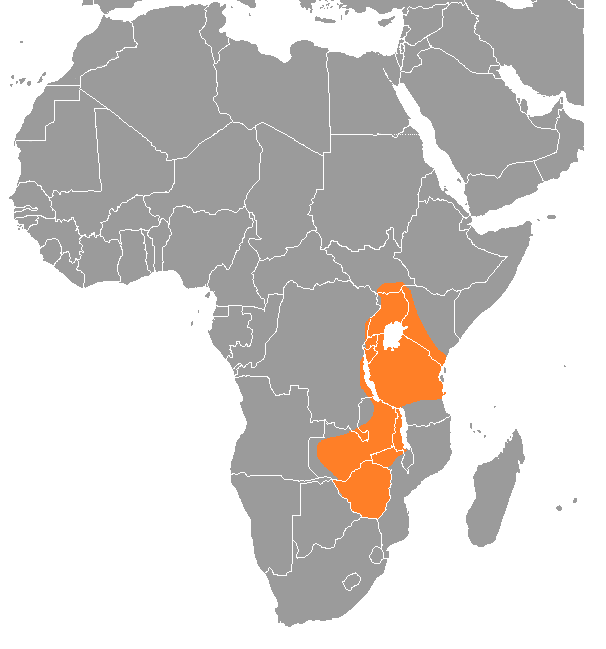

## Các loài
Chi này gồm các loài:
- Thryonomys gregorianus
- Thryonomys swinderianus